# Relaciones España-Mozambique
Las Relaciones España-Mozambique son las relaciones bilaterales entre estos dos países. Mozambique tiene una embajada en Madrid. España tiene una embajada en Maputo y consulados honorarios en Beira y Pemba.

## Relaciones diplomáticas

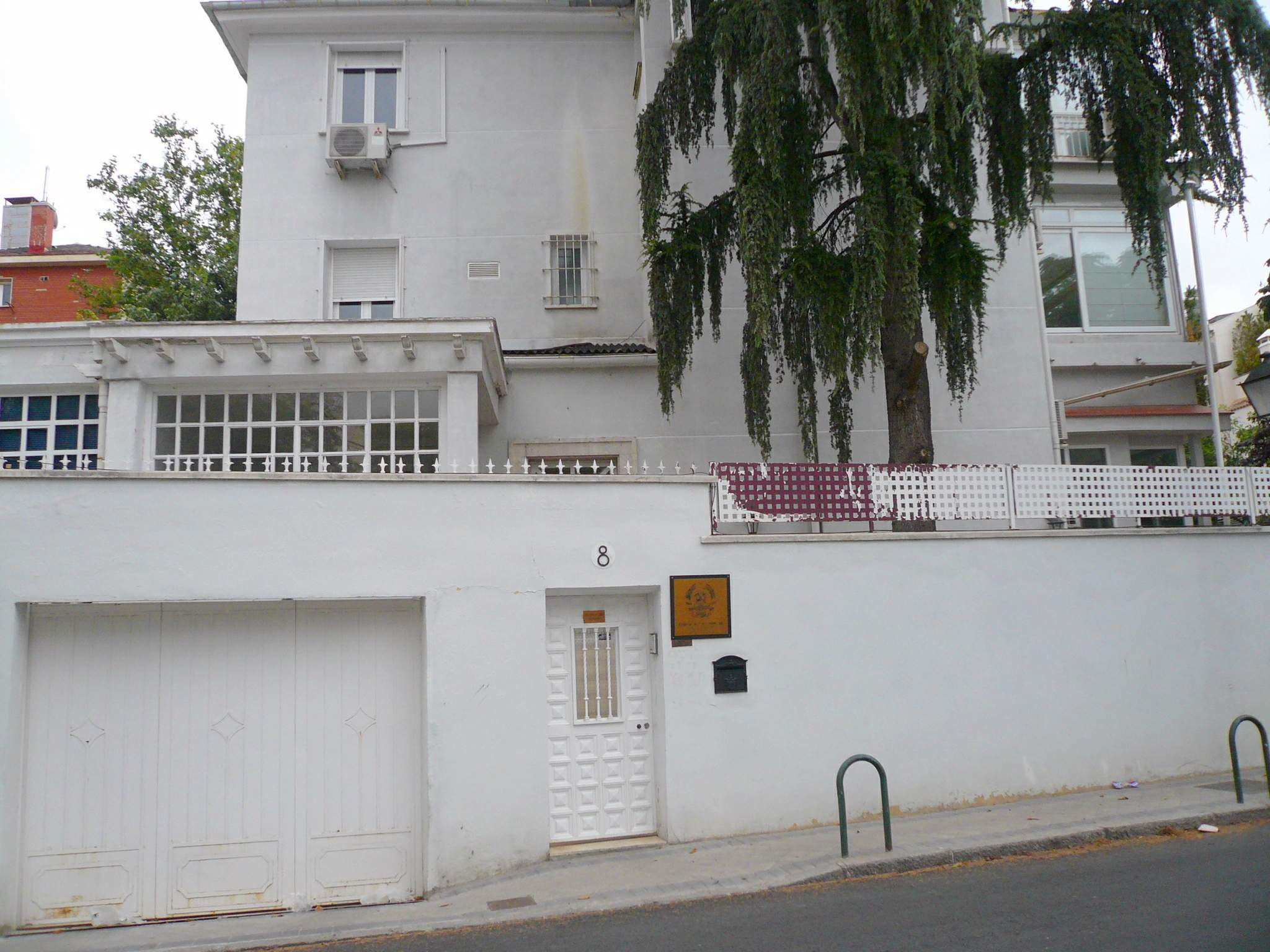
Embajada de Mozambique en Madrid

Las relaciones políticas bilaterales son buenas. Tras la visita oficial del presidente Guebuza a España en 2010, el SEAEX viajó a Maputo en enero de 2015 para asistir a la toma de posesión del presidente Nyusi y transmitió una invitación oral al presidente Nyusi para visitar España. 
Las relaciones bilaterales han tenido tradicionalmente como núcleo las actividades de cooperación al desarrollo. Mozambique es, en efecto, uno de los países prioritarios de la Cooperación Española. Desde 1990 hay una Oficina Técnica de Cooperación en Maputo y se han celebrado hasta marzo de 2016 seis comisiones mixtas. España y Mozambique firmaron el 27 de noviembre de 2014 en Maputo el Marco de Asociación País (MAP) para el periodo 2014-2016: se han concentrado las actividades en tres ámbitos: desarrollo rural, buen gobierno y salud, y la provincia prioritaria seguirá siendo Cabo Delgado. El MAP establece un marco financiero referencial de 46,5 millones de euros con carácter de donación a través de la ayuda presupuestaria, que es la modalidad de ejecución preferida por las autoridades mozambiqueñas, la ayuda programática, la cofinanciación de ONGD, el programa de conversión de deuda y los proyectos a través de organismos internacionales. Desde 2009 la AOD española para Mozambique ha superado los 190 millones de euros: Mozambique el principal receptor de ayuda española en África subsahariana desde 2011.

## Relaciones económicas
A pesar de sus incertidumbres, el crecimiento económico de Mozambique y los grandes proyectos ligados al gas ofrecen interesantes perspectivas para que las empresas españolas aprovechen las oportunidades de negocio e inversión en el país. El elevado perfil tecnológico de las empresas españolas en los sectores de ingeniería, infraestructuras o telecomunicaciones, claves para el desarrollo del país, es una ventajacomparativa. También resulta de interés la penetración empresarial española en Portugal, donde buena parte de las empresas españolas tienen filiales y sucursales, que pueden beneficiarse de las exenciones fiscales derivadas del convenio para evitar la doble imposición entre Portugal y Mozambique. La pujanza de las empresas españolas en otros países africanos, por ejemplo Angola, otro modelo de economía extractiva, es un aliciente para operar en Mozambique. Las exportaciones españolas a Mozambique se mantienen en niveles muy reducidos. La balanza comercial se caracteriza por presentar un fuerte déficit para España, que ocupa la posición 71 en el ranking de proveedores de Angola y la 72 en el ranking de inversores en el país.

## Cooperación
La cooperación al desarrollo es un ámbito clave de la presencia española en Mozambique, cuyo marco general está recogido en el Convenio Básico de Cooperación Científica y Técnica y su Protocolo Anejo sobre el Estatuto de los Expertos en Cooperación, firmado en diciembre de 1980. Al amparo de este Convenio, desde 1989 se han celebrado sucesivas reuniones de la Comisión Mixta, la última de las cuales en junio de 2005 en Maputo (VI Comisión Mixta, 2005-2008).
En 1993, España fue parte de la ONUMOZ, la misión de Naciones Unidas en Mozambique para la reconstrucción posconflicto tras la guerra civil.
En el año 2000, con ocasión de las graves inundaciones que azotaron Mozambique, España, al igual que otros países, mandó ayuda humanitaria. Además, se puso en marcha la operación India-Mike al mando de Fulgencio Coll Bucher para ayudar en tareas de rescate.
Mozambique ha sido el sexto mayor receptor de AOD (ayudas oficiales al desarrollo) española en el mundo. Desde 2004, una parte creciente de la contribución de España ha ido canalizándose a través de sus instrumentos como el apoyo presupuestario general y sectorial (en salud y en educación). Sin embargo, el apoyo a ONG ha seguido representando la proporción mayor de entre los destinos de financiación de la AECID.
También se ha llevado a cabo cooperación en el ámbito militar, ejemplo de ello fue la cesión del buque P-32 Dragonera, patrullero de la clase Conejera, en 2010 a la armada de Mozambique, donde fue rebautizado como Pebane (igual que el distrito homónimo).